# Centro sperimentale di cinematografia
Anno di fondazione: 1935

Presidente: Gabriella Buontempo

Direttore generale: Marcello Foti

Preside S.N.C.: Gloria Malatesta

Direttore S.N.C.: Adriano De Santis

Conservatore C.N.: Steve Della Casa

Direttore C.N. : Luca Pallanch

Il Centro sperimentale di cinematografia (CSC) è una fondazione che opera attraverso due principali settori: la Scuola nazionale di cinema (SNC) e la Cineteca Nazionale. La Scuola, oltre alla sede centrale a Roma, ha altre cinque sedi: la sede Piemonte (corso di animazione a Torino e Archivio Nazionale Cinema d'Impresa ad Ivrea), la sede Lombardia (corso di pubblicità), la sede Sicilia (corso di documentario), la sede Abruzzo (corso di reportage audiovisivo), la sede Veneto (corso di Immersive Arts).

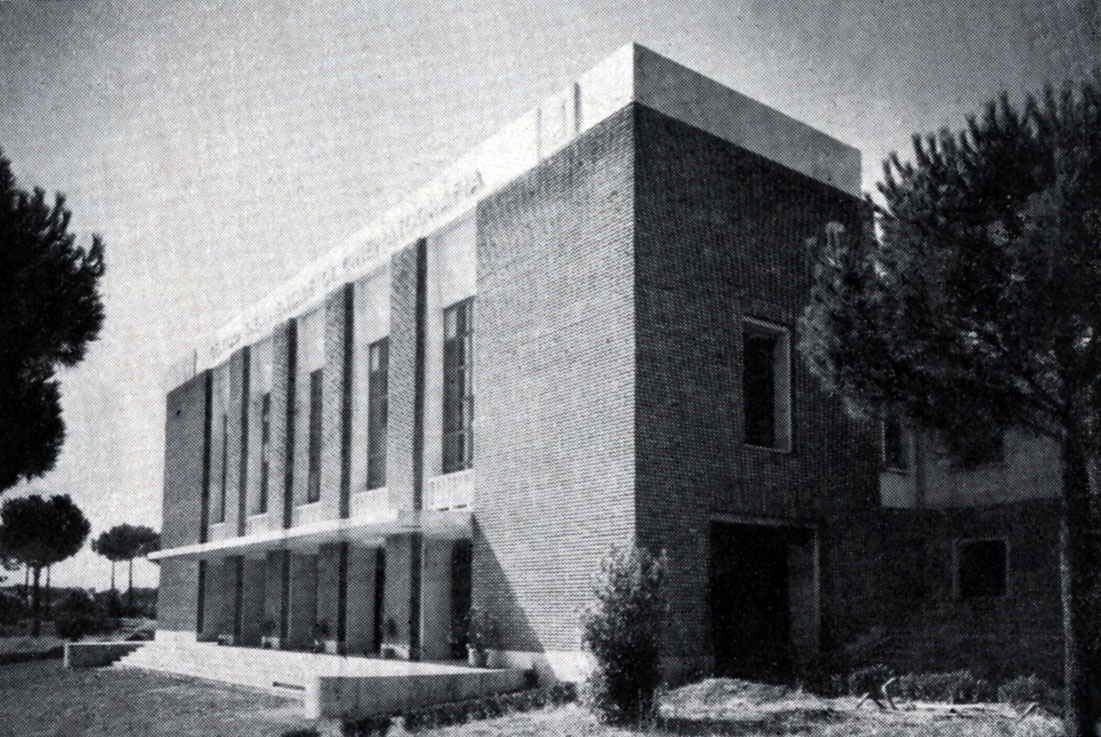
Il Centro Sperimentale di Cinematografia di Roma

## Storia
La data di fondazione ufficiale è il 3 aprile 1935, anche se la Scuola nazionale di cinema, all'epoca "Scuola nazionale di cinematografia", era attiva già da qualche tempo. Il complesso è stato progettato e costruito dal Maestro Antonio Valente, architetto e scenografo di fama mondiale, che vi ha insegnato per oltre trenta anni. Come per Cinecittà, il progetto era fortemente voluto da Benito Mussolini, ma soprattutto da Luigi Freddi e Galeazzo Ciano. L'edificio che lo ospita sorse infatti nel 1935 contemporaneamente a Cinecittà di fronte agli studi cinematografici nella periferia romana.

### Dal 1935 al 1945
La Scuola nazionale di cinema deve la sua prima ideazione al regista Alessandro Blasetti che nel 1930 insieme alla collaborazione di Anton Giulio Bragaglia istituisce come branca del conservatorio Santa Cecilia un corso di recitazione. Nel 1934 Luigi Freddi, posto come direttore della Direzione generale Cinema, che riunisce le competenze sul cinema prima suddivise fra i vari ministeri, crea al suo posto il Centro sperimentale di cinematografia cui mette a capo Luigi Chiarini. Sotto le dirette dipendenze del Ministero per la stampa e la propaganda vista la mancanza di un organo di formazione dei mestieri del cinema, nel 1935 viene indetto un bando di concorso per 50 persone per cinque branche: recitazione, ottica, fonica, scenotecnica e produzione. I corsi sono tenuti nella sede provvisoria in via Foligno 40 a Roma e durano due anni; materie come estetica, storia del cinema e storia dell'arte sono in comune a tutte le specializzazioni. Nel 1937 gli architetti Antonio Valente e Pietro Aschieri iniziano la progettazione del complesso in via Tuscolana.
Luigi Chiarini chiama ad insegnare Umberto Barbaro, traduttore fra l'altro di Ėjzenštejn, Pudovkin e Béla Balázs, che con Alessandro Blasetti promuove un passaggio dalla propaganda al cinema politico ed educativo.
Nel 1938 L'ultima nemica di Barbaro viene realizzato negli stabilimenti del Centro. Due anni dopo, nel 1940, Benito Mussolini inaugura la sede definitiva sulla via Tuscolana a Roma, a poca distanza dal complesso di Cinecittà. In quello stesso anno nei teatri di posa della nuova struttura viene realizzato La peccatrice di Palermi la cui sceneggiatura è scritta dai principali esponenti del Centro: oltre allo stesso Barbaro, Luigi Chiarini e Francesco Pasinetti. Nel 1942 lo stesso gruppo dà vita a Via delle cinque lune in cui Chiarini si cimenta con la sua prima regia e a cui collaborano docenti ed allievi del Centro.
Nel 1943, a seguito dell'occupazione di Roma da parte delle truppe tedesche, la sede del Centro viene saccheggiata e dalla sua cineteca scompaiono ed andranno perse per sempre - preziose pellicole.

#### Allievi
- Gianni Agus
- Michelangelo Antonioni
- Luisella Beghi
- Clara Calamai
- Fernando Cerchio
- Vittorio Cottafavi
- Dino De Laurentiis
- Maria De Matteis
- Giuseppe De Santis
- Pasqualino De Santis
- Gianni Di Venanzo
- Arnoldo Foà
- Pietro Germi
- Lea Karen Gramsdorff
- Pietro Ingrao
- Vittorio Ripamonti
- Steno
- Achille Togliani
- Alida Valli

#### Docenti
- Rudolf Arnheim
- Umberto Barbaro
- Alessandro Blasetti
- Francesco Pasinetti
- Pietro Sharoff

### Dal dopoguerra al 1968
Dal dopoguerra e per circa un ventennio il conflitto politico in Italia determina una continua alternanza nella gestione del CSC; alla riapertura della fondazione nel 1946 viene eletto Umberto Barbaro che riattiva i corsi biennali nel 1947. Nel 1949 viene istituita per legge una Cineteca Nazionale che prevede il deposito di film di nazionalità italiana.
Essendo per data di fondazione la seconda più antica istituzione specializzata nella formazione professionale in ambito cinematografico dopo il prestigioso istituto VGIK di Mosca - fondato nel 1919 - molti sono gli stranieri che fanno domanda di ammissione alla scuola. Gabriel García Márquez e Fernando Birri, diplomati al CSC, fondano la scuola di cinema di Cuba.

### Dal 1968 al 1974
Nel 1968, durante la contestazione che coinvolge l'intero sistema cinematografico italiano, Roberto Rossellini è nominato commissario straordinario del CSC e successivamente presidente. La sua gestione improntata sulla multimedialità e sull'importanza della televisione riscontra grosse difficoltà a causa del clima derivato dalla contestazione studentesca e dalle divergenze degli stessi intellettuali.
In questi anni si fanno luce i diplomati Carlo Verdone, Beppe Cino e Roberto Faenza, mentre fra gli insegnanti si vedono le partecipazioni di Suso Cecchi d'Amico, Gianni Amelio, Valentino Orsini, Marco Leto, Roberto Perpignani, Vittorio Storaro, Carlo Lizzani, Ennio Guarnieri, Agenore Incrocci, Furio Scarpelli.
Sono di questo periodo molti diplomati CSC che sono accreditati (fino al 1975, vedi paragrafo Gli accrediti CSC) in numerosissimi film dell'epoca, i cui nomi sono però noti quasi esclusivamente agli appassionati del cinema italiano degli anni settanta.

### Gli anni Ottanta e Novanta
Nel 1982 viene composto un consiglio di amministrazione e formato un nuovo organigramma. I corsi della Scuola nazionale di cinema, tra le varie sedi, sono:
- Animazione
- Conservazione e management del patrimonio audiovisivo
- Costume
- Fotografia
- Montaggio
- Montaggio documentario e cinema del reale
- Produzione
- Produzione documentario e cinema del reale
- Pubblicità e cinema d’impresa
- Recitazione
- Regia
- Regia documentario e cinema del reale
- Reportage audiovisivo
- Sceneggiatura
- Scenografia
- Suono
- Visual Effects Supervisor & Producer

tutti con posti variabili tra i 6 e i 10 allievi a corso di durata triennale, con equipollenza del diploma alla laurea dal 2019.

### La trasformazione in fondazione e il decentramento
Nel 1997 viene cambiato lo stato giuridico in fondazione Scuola nazionale di cinema. Nel 2004 riacquista il nome di Centro Sperimentale di Cinematografia e viene avviato un decentramento delle attività. Fra i presidenti del CSC si succedono negli anni Roberto Rossellini, Giovanni Grazzini, Lina Wertmüller, Orio Caldiron, Lino Miccichè, Francesco Alberoni, Stefano Rulli, Felice Laudadio, Marta Donzelli, Sergio Castellitto. Dal 2025 è stata nominata Presidente della Fondazione la produttrice Gabriella Buontempo.

### Allievi e docenti dal dopoguerra in poi

#### Allievi
- Silvano Agosti
- Néstor Almendros
- Walter Baldessarini
- Rik Battaglia
- Marco Bellocchio
- Carlo Briani
- Fausto Brizzi
- Claudia Cardinale
- Raffaella Carrà
- Liliana Cavani
- Armando Cavaliere
- Ivan Cotroneo
- Renato De Carmine
- Roberto Faenza
- Antonello Falqui
- Paolo Ferrari
- Paolo Franchi
- Iaia Forte
- Gabriel García Márquez (ma abbandonò la Scuola scrivendo una nota lettera di protesta)
- Ernesto Gastaldi
- Ninì Grassia
- Emidio Greco
- Giuseppe Lanci
- Umberto Lenzi
- Helena Lumbreras
- Francesco Maselli
- César Meneghetti
- Gianfranco Mingozzi
- Domenico Modugno
- Renato Montalbano
- Francesca Neri
- Rosalba Neri
- Filippo Nigro
- Fabrizio Profeta
- Alessandro Rak
- Monica Rametta
- Gian Carlo Riccardi
- Stefania Rocca
- Giuseppe Sacchi
- Emanuele Salce
- Stefano Satta Flores
- Heidrun Schleef
- Vittorio Storaro
- Tonino Valerii
- Gaia Zucchi
- Maricetta Lombardo
- Stefano Landini
- Mario Iaquone

#### Docenti
- Gianni Amelio
- Michelangelo Antonioni
- Gianluca Arcopinto
- Franco Bernini
- Alessandro Blasetti
- Francesca Calvelli
- Andrea Camilleri
- Luigi Comencini
- Orazio Costa Giovangigli
- Andrea Crisanti
- Francesco Frigeri
- Vittorio Gelmetti
- Giancarlo Giannini
- Beppe Lanci
- Nanni Loy
- Daniele Luchetti
- Maurizio Millenotti
- Fausto Montesanti
- Dina Perbellini
- Roberto Perpignani
- Giorgio Prosperi
- Maria Rosada
- Piero Tosi
- Maricetta Lombardo
- Mario Iaquone

## Le sedi
I corsi tenuti presso le sedi distaccate non si sovrappongono ai corsi tenuti nella sede storica di Roma ma ne ampliano e completano l'offerta formativa. Sotto Giovanni Oppedisano, che oltre all'insegnamento ha ricoperto i ruoli di vicepreside della Scuola Nazionale di Cinema e di direttore didattico delle sedi Lombardia, Sicilia e Abruzzo, le sedi regionali del CSC ottengono il loro massimo impulso culturale.

### La sede di Torino
La sede Piemonte è stata fondata per lo sviluppo del cinema di animazione, sia tradizionale che computer grafica. Inoltre nel 2006 viene inaugurato a Ivrea l'Archivio Nazionale Cinema d'Impresa che si occupa di raccogliere e conservare i film realizzati dalle imprese italiane dagli inizi del 900 agli anni Duemila.

### La sede di Palermo
La sede Sicilia è a Palermo presso i Cantieri Culturali alla Zisa,  dove si studia e pratica il documentario. La sede è finanziata dalla Regione Siciliana. Dal 2010 il direttore è Ivan Scinardo

### La sede di Milano
La sede Lombardia del CSC, nata nel 2004 da un accordo tra la Fondazione Centro sperimentale di cinematografia e la Regione Lombardia e si trova in viale Fulvio Testi, nell'ex Manifattura Tabacchi. Alla sua istituzione aveva come obiettivo lo sviluppo della fiction televisiva con il (corso di scrittura e produzione creativa della serialità), della comunicazione cinematografica d'impresa (cinema industriale e documentario su commissione) e la pubblicità. Attualmente invece il corso è di regia pubblicitaria.

### La sede dell'Aquila
La sede dell'Aquila tiene un corso di reportage cinematografico e cinema del reale.

### La sede di Venezia, San Servolo
Il Polo CSC Immersive Arts. A Center for the Expanded Moving Image è un centro internazionale di formazione, ricerca e produzione dedicato ai linguaggi ed estetiche XR.

### Occupazione del 2010
Gli studenti della Scuola nazionale di cinematografia si sono riuniti il 31 maggio 2010 in seguito alla notizia del taglio dei fondi pubblici destinati alla Fondazione Centro sperimentale di cinematografia previsti dal Ministero dell'Economia. Col sostegno di alcuni insegnanti e di personalità dello spettacolo (Francesco Rosi, Lina Wertmüller, Giuliano Montaldo, Roberto Andò, Gianni Zanasi, Valerio Mastandrea, Elio Germano, Citto Maselli, Carolina Crescentini, Paolo Sorrentino, Umberto Contarello, Gianluca Arcopinto, Aurora Ruffino e molti altri) gli studenti hanno occupato il Centro sperimentale.. È solo con l'esclusione del CSC dai tagli, ottenuto dal suo presidente Francesco Alberoni (anche in seguito ad un suo editoriale sul quotidiano Corriere della Sera) che l'occupazione rientra.

## Altre attività
Il CSC pubblica libri e periodici, tra cui Bianco e Nero, rivista di critica e tecnica cinematografica avviata nel 1937 che, nata all'inizio come mensile, ha poi nel corso del tempo più volte cambiato periodicità e co-editore (attualmente, dal 2017, è Edizioni Sabinae). Di particolare importanza anche una monumentale Storia del cinema italiano, composta da 15 volumi (in parte ancora in corso di pubblicazione), edita in collaborazione con l'editore Marsilio, nella cui elaborazione sono stati coinvolti tutti i più importanti critici cinematografici.
Degna di nota è la biblioteca "Luigi Chiarini" specializzata in cinema, che conta attualmente circa 100.000 pubblicazioni. Grazie all'acquisizione di numerosi fondi librari e documentari, la biblioteca si è trasformata in uno dei più grandi centri di ricerca e documentazione sul cinema nel mondo.

## Gli accrediti CSC
La sigla CSC è leggibile nei crediti di moltissimi film italiani, editi fino al 1975: la si trova accanto ai nomi di alcuni attori o, meno frequentemente, accanto a nomi di tecnici. Infatti, a norma del 4º comma del Titolo II Art. 4 della legge del 4 novembre 1965 n. 1213 ("Nuovo ordinamento dei provvedimenti a favore della cinematografia"), per accedere ai vantaggi stabiliti dalla legge stessa, relativi al riconoscimento della nazionalità del film ed alla conseguente programmazione obbligatoria e/o agevolata - almeno due elementi del cast tecnico o artistico dovevano "risultare diplomati, al momento del loro impiego, presso il Centro sperimentale di cinematografia da non oltre cinque anni". Una norma successiva (legge del 21 giugno 1975 n. 287) ha poi modificato la precedente, sopprimendo il comma in questione, ponendo fine all'impiego obbligatorio dei CSC e conseguentemente al loro accredito nei titoli di testa e di coda di un film.